# Чекај ме и вратићу се
Чекај ме и вратићу се је српски филм из 2023. године у режији Борка Брајовића. Филм је премијерно приказан 10. априла 2023. године у Херцег Новом.

## Радња
Радња филма састоји се из неколико прича које су међусобно испреплитане кроз временску линију. Први део одвија се у општини Херцег Нови, где пратимо причу два друга, Матеја и Милуна. Наиме, њихова прича почиње опкладом да онај ко изгуби у партији тениса, плаћа ручак у ресторану. Након што је Матеј изгубио од Милуна, када су се нашли у ресторану, искрено се жали свом пријатељу о томе како проживљава ноћне море које га дуже време прогањају. Милун долази на идеју да Матеју предложи одлазак у манастир Савина како би потражио савет од свештеника као и да посети нану Шефику, локалну врачару која познаје вештину отклањања страхова. Права мистерија настаје када два пријатеља крену путем Жабљака кроз кањон Мораче. Наиме, у једном тренутку Матеј почиње да осећа необјашњив унутрашњи немир због којег нагло зауставља ауто на проширењу пута. Овај осећај га баца на колена, а у глави му се дешавају чудне ствари. Након што се мало повратио, он испред себе угледа споменик крај пута на коме се може видети слика настрадале породице управо на том месту. Највећа мистерија настаје када Матеј схвати да заправо препознаје једно лице са слике. У питању је иста девојчица која се појављује у његовим кошмарима.

## Улоге
| Глумац             | Улога      |
| ------------------ | ---------- |
| Предраг Васић      | Матке      |
| Предраг Васовић    | Дејан      |
| Наталија Жугић     | Сунчица    |
| Оливера Викторовић | Цеца       |
| Дајана Ренер       | Ања        |
| Мирослав Хуђец     | Зоран      |
| Катарина Крстајић  | Тетка Цаца |
| Оливера Југовић    | Жељана     |
| Стефан Фишер       | Милун      |
| Борко Брајовић     | Отац Зосим |